# George Maddison
George Maddison (Little Hulton, 14 augustus 1902 - 18 mei 1959) was een Engels voetbalspeler. Hij kwam 430 keer voor Hull City uit en staat daarmee op de tweede plek wat betreft aantal gespeelde officiële wedstrijden voor deze club, na Andy Davidson.